# BFC Columbia 1896
Der BFC Columbia 1896 war ein Fußballverein aus Berlin und einer der 86 Gründungsvereine des Deutschen Fußball-Bundes.

## Geschichte
Auf der Gründungsversammlung des Deutschen Fußball-Bundes am 28. Januar 1900 in Leipzig wurde der Club durch einen Funktionär namens Knappe vertreten. Darüber hinaus liegen über die Vereinsgeschichte des 1896 gegründeten BFC Columbia keine weitergehenden Informationen vor.